# Мани-Лейб
Мани Лейб (идиш מאני לייב‎, настоящее имя Мани Лейб Брагинский; 20 декабря 1883, Нежин — 4 октября 1953, Нью-Йорк) — американский еврейский поэт, писал на идиш и английском. Переводил с русского.

## Биография
Мани Лейб родился в 1883 году в городе Нежин. Родился в бедной семье. До 11 лет учился в хедере, потом пошел в ученики к сапожнику, пять лет спустя стал хозяином мастерской. Тогда же вступил в революционное движение — начал с украинской социалистической партии, потом был эсером, анархистом, социал-демократом.
В 1904 г. был арестован, несколько месяцев сидел в тюрьме. После второго ареста в том же году бежал в Англию, где принял участие в революционном движении эмигрантской молодежи и под влиянием И. Х. Бреннера впервые напечатал свои стихи в социалистическом еженедельнике «Ди найе цайт».
В 1905 г. переехал в Америку, поселился в Нью-Йорке. Работал на обувной фабрике, много печатался в еврейских газетах и журналах. Мани Лейб был ярким поэтом в движении символистов Ди юнге. Воззрениям движения Мани Лейб остался верен и после Первой мировой войны, когда большинство его участников пошли иными путями.
В 1918 г. в Нью-Йорке вышли несколько сборников стихотворений Мани Лейба: «Лидер» («Стихи»), «Баладн» («Баллады»), «Идише ун славише мотивн» («Еврейские и славянские мотивы»). Весьма длительно сотрудничал с газетой «Форвертс»: здесь напечатано его первое по приезде в США стихотворение, а с 1946 г., заболев туберкулезом и уйдя с фабрики, он стал постоянным сотрудником газеты.

## Творчество
Стихи Мани Лейба отличаются романтической приподнятостью, тонким лиризмом, музыкальностью, емкостью слова, часто окрашены тонким юмором. Он обращался к сказкам, легендам, народным песням, много писал для детей. Его поэтический язык одновременно изыскан и прост. В балладах широко использовал народные легенды и предания. Популярность творчества Мани Лейба продолжала расти и после его кончины.
В 1955 г. вышел двухтомник «Лидер ун баладн» («Стихи и баллады», Нью-Йорк), а в 1963 г. в Тель-Авиве — сборник под тем же названием с параллельным переводом на иврит Шимшона Мельцера и с предисловием Ицика Мангера — друга и единомышленника Мани Лейба.

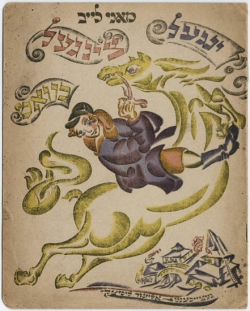
Обложка книги «Ингл-цингл-хват», изд. Yidisher Folksfarlag, Киев/С.Петербург 1918/19

Широко известна сказка Мани Лейба в стихах «Ингл-цингл-хват», неоднократно переиздававшаяся в СССР, Польше, США; его стихотворение «Лид фун бройт» («Песня о хлебе»), положенное на музыку Ю. Энгелем, до сих пор очень популярно в репертуаре еврейских школ. На музыку положены и многие другие стихотворения поэта. Мани Лейб перевел на идиш стихи ряда русских поэтов.

## Критика
Сергей Есенин о Мани Лейбе:

У них (евреев) есть свои поэты, свои прозаики и свои театры. От лица их литературы мы имеем несколько имён мировой величины. В поэзии сейчас на мировой рынок выдвигается с весьма крупным талантом Мани-Лейб.
Мани-Лейб — уроженец Черниговской губ. Россию он оставил лет 20 назад. Сейчас ему 38. Он тяжко пробивал себе дорогу в жизни сапожным ремеслом и лишь в последние годы получил возможность существовать на оплату за своё искусство.
Переводами на жаргон он ознакомил американских евреев с русской поэзией от Пушкина до наших дней и тщательно выдвигает молодых жаргонистов с довольно красивыми талантами от периода Гофштейна до Маркиша. Здесь есть стержни и есть
культура.

Валерий Дымшиц:

Мани Лейб — центральная фигура среди поэтов первой американской модернистской группы «Ди Юнге» («Молодые»). Эта группа была создана в Нью-Йорке в 1909 г. начинающими прозаиками и поэтами, в основном недавними эмигрантами из Российской империи. До её появления в еврейской американской литературе господствовали социальные мотивы. «Молодые» впервые провозгласили приоритет эстетических задач. С них, и в первую очередь с Мани Лейба, начинается история новой поэзии на идише. Конечно, участие в литературной группе — удел молодых литераторов. По мере взросления для Мани Лейба, как и для других членов «Ди Юнге», рамки группы стали узки. Творческий почерк Мани Лейба неоднократно менялся на протяжении его долгой жизни. Неизменным оставалось лишь стремление к красоте, к гармонии, недаром Ицик Мангер назвал Мани Лейба «Иосифом Прекрасным еврейской поэзии».
Мани Лейб — самый «русский» из американских еврейских поэтов. Его первые поэтические опыты созданы под влиянием русских символистов. В дальнейшем на него повлиял Есенин. Есенин подружился с Мани Лейбом во время своего пребывания в Нью-Йорке. Памяти Есенина Мани Лейб посвятил поэму «Песни Есенина», переводил его стихи на идиш. Вообще, Мани Лейб много занимался художественным переводом с русского, а также с украинского.

## Книги
- Мани Лейб. Ингл-Цингл-Хват: Поэма, перевод с идиша М. Яснова; Художник Эль Лисицкий. М.: «Гешарим» — «Мосты культуры», 2004. — 24 с.: ил. — (Шедевры детской еврейской книги). 2000 экз. (п) ISBN 5-93273-178-8
- Бумажные мосты: Пять еврейских поэтов: Мани Лейб, М.-Л. Галперн, Г. Лейвик, 3. Ландау, И. Мангер / составление и пер. с идиша под. ред. И. Булатовского и В. Дымшица; илл. Д. Гобермана. СПб.: Изд-во Европейского университета в Санкт-Петербурге, 2012. С. 14—34. ISBN 978-5-94380-129-7